# Struszia
Struszia (лат.) — род трилобитов из отряда Phacopida, живших во времена силурийского периода.

## Описание
Ростральная пластина умеренно широкая, субтрапециальная, с несколькими бугорками; соединительные швы расходятся к передней борозде, субпараллельные вентрально; передняя борозда неглубокая на либригене и ростральной пластине; небольшая II-2 частично сливается с выпуклостью L2; ряды бороздок от отпечатков субпоперечных мышц на переднебоковой области средней части тела гипостомальной области.

## Классификация
Род был впервые выделен в 1993 году и включён в состав семейства †Encrinuridae из отряда факопиды. В состав рода включают около 15 видов, некоторые из которых названы честь членов группы The Beatles или людей связанных с группой.
- Struszia concomitans (Přibyl & Vaněk, 1962)
- Struszia dimitrovi (Perry & Chatterton, 1979)[3]
- Struszia epsteini Adrain & Edgecombe, 1997 (назван в честь Brian Epstein)
- Struszia harrisoni Edgecombe & Chatterton, 1993 (назван в честь George Harrison)
- Struszia hilarula (Kegel, 1927)
- Struszia indianensis (Kindle & Breger, 1904)
- Struszia martini Adrain & Edgecombe, 1997 (назван в честь George Martin)
- Struszia mccartneyi Edgecombe & Chatterton, 1993 (назван в честь Paul McCartney)
- Struszia obtusa (Angelin, 1851)
- Struszia onoae Adrain & Edgecombe, 1997 (назван в честь Yoko Ono)
- Struszia petebesti Adrain & Edgecombe, 1997 (назван в честь Pete Best)
- Struszia ramskoeldi (Edgecombe, 1990)
- Struszia rosensteinae (Tripp et al., 1977)
- Struszia subvariolaris (Münster, 1840)
- Struszia testosteron (Šnajdr, 1981)
- Struszia transiens (Barrande, 1852)

Следующие виды ранее были включены в Struszia (подрод Avalanchurus), но позднее перенесены в состав отдельного рода Avalanchurus:
- Avalanchurus dakon (Šnajdr, 1983)
- Avalanchurus lennoni Edgecombe & Chatterton, 1993 (назван в честь John Lennon)
- Avalanchurus starri Edgecombe & Chatterton, 1993 (назван в честь Ringo Starr)